# Marc-Antoine K. Phaneuf
Marc-Antoine K. Phaneuf est un poète, sculpteur et artiste contemporain né en 1980 à Saint-Hyacinthe (Québec, Canada).

## Biographie
Cofondateur du collectif Les QQistes, sa pratique s'articule autour de l'art contemporain, la poésie contemporaine et la performance.
Les QQistes est un duo composé de Jocelyn Guitard et de Marc-Antoine K. Phaneuf, dont la devise est «l’art c’est facile». L'un des fait d'armes du duo consiste à créer des situations inconfortables et à mettre sur pied des canulars, puis, dans les deux cas, à ne pas nécessairement les revendiquer.

### Artiste visuel
Le travail des QQistes a été présenté, entre autres, à la Galerie Joyce Yahouda à Montréal de 2004 à 2006, à la Manif d’art 3 – la Biennale de Québec en 2005, au Centre d’art Amherst (Montréal) (Le Luxe du vernissage) en 2005 et au Centre d'art G.R.A.V.E. à Victoriaville (La Collection Richard Goulet) en 2007.
En solo, il a participé à plusieurs événements de vidéo d’art dont Dérapage ainsi qu’Orange 2006 – L’événement d’art actuel de Saint-Hyacinthe. En 2009, il a présenté Les petites annonces - objets poétiques & design vernaculaire au Centre d'art Clark et il a participé à l'exposition collective Faux cadavre à la Galerie Léonard & Bina Ellen de l'Université Concordia.
En 2011, il a participé à l'exposition de groupe Compossibilité(s) à la galerie Laroche/Joncas, en plus de présenter l'installation Guy et Nathalie suivi de Répétition au centre d'artistes autogéré l’Œil de Poisson. En 2012, le centre de diffusion et de production de la photographie Vu, le 3e impérial, centre d'essai en art actuel et le Symposium international d'art contemporain de Baie-Saint-Paul, le Festival Art Souterrain ont présenté son travail. Dans le cadre de la Manif d'art 10, il présente une installation intitulée Conspirations à gogo  à la Maison de la littérature.

### Vie littéraire
Ses livres témoignent d'une même volonté d'un travail de « mise en liste » du langage. Son style peut être décrit comme une suite de pensées, d'observations, de rapprochements incongrus et de poèmes d'associations libres d'idées loufoques,. Le tout est fortement teinté d'humour.

## Œuvre

### Pensées et aphorismes
- Carrousel encyclopédique des grandes vérités de la vie moderne, Saguenay, La peuplade, 2020, 353 p.  (ISBN 9782924898789)

### Poésie
- Fashionably Tales, une épopée des plus brillants exploits, Montréal, Le Quartanier, 2007, 189 p.  (ISBN 978-2-923400-30-3)
- Téléthons de la Grande Surface (inventaire catégorique), Montréal, Le Quartanier, 2008, 188 p.  (ISBN 978-2-923400-46-4)
- Cavalcade en cyclorama, Montréal, Le Quartanier, 2013, 69 p.  (ISBN 9782896980871)

### Autre publication
- « La Graisse de bines : B-side tragique de Fashionably Tales, une épopée des plus branleurs exploits », Moebius, 2009[8]